# Ceraticelus tumidus
Ceraticelus tumidus là một loài nhện trong họ Linyphiidae.
Loài này thuộc chi Ceraticelus. Ceraticelus tumidus được Elizabeth Bangs Bryant miêu tả năm 1940.